# Leonard Robert Palmer
Leonard Robert Palmer (* 5. Juni 1906 in Bristol; † 26. August 1984 in Pitney, Somerset) war ein britischer Indogermanist und Vergleichender Sprachwissenschaftler.
Palmer war Fellow des Worcester College der Universität Oxford. Während des Zweiten Weltkriegs arbeitete er in der Government Code and Cypher School (GC&CS) in Bletchley Park in der Hut 4, deren Aufgabe in der Übersetzung, Deutung und Verteilung von Feindnachrichten bestand. Von 1952 bis 1971 hatte er eine Professur für Comparative  (Vergleichende Sprachwissenschaft und Indogermanistik) an der Universität Oxford inne. Er wurde zum Sekretär, später zum Präsidenten der britischen Philological Society gewählt. Er war auch korrespondierendes Mitglied des Deutschen Archäologischen Instituts. 1981 wurde er aufgrund seiner Zusammenarbeit mit dem sprachwissenschaftlichen Institut unter der Leitung von Wolfgang Meid von der Universität Innsbruck zum Ehrendoktor ernannt.
Schwerpunkt von Palmers Arbeiten war die griechische Sprachwissenschaft, insbesondere Sprache und Datierung der mykenischen Linear B-Täfelchen sowie die vorgriechischen Sprachen im Ägäisraum und deren Herkunft und Chronologie. Palmer hat auch eine vielfach übersetzte und nachgedruckte Darstellung der lateinischen Sprache verfasst.

## Schriften (Auswahl)
- mit Paul Åström, Leon Pomerance: Studies in Aegean Chronology. Åström, Gothenburg 1984. – Rez. von: Gisela Walberg, in: Gnomon 57, 1985, S. 578–580 (online).
- Some new Minoan-Mycenaean Gods. Institut für Sprachwissenschaft der Universität Innsbruck, Innsbruck 1981 (= Innsbrucker Beiträge zur Sprachwissenschaft. Vorträge und kleinere Schriften, Bd. 26).
- The Greek language. Humanities Press, Atlantic Highlands 1980, Nachdruck The Bristol Classical Press, London 1996 (The Great languages), ISBN 0-391-01203-7. – Rez. von: Jon-Christian Billigmeier, in: The American Journal of Philology 104, 1983, S. 303–306 (online).
  - Deutsche Übersetzung: Die griechische Sprache. Grundzüge der Sprachgeschichte und der historisch-vergleichenden Grammatik. Institut für Sprachwissenschaft der Universität Innsbruck, Innsbruck 1986 (= Innsbrucker Beiträge zur Sprachwissenschaft, Bd. 50).
- Descriptive and Comparative Linguistics. A Critical Introduction. Faber and Faber, London 1972 (= Studies in General Linguistics), ISBN 0-571-10690-0. – Rez. von: R. H. Robins, in: Bulletin of the School of Oriental and African Studies, University of London 36, 1973, S. 736–738 (online); Robert A. Hall Jr, in: Journal of Linguistics 10, 1974, S. 164–171 (online); Abner Cohen, in: Bulletin of the School of Oriental and African Studies 36, 1973, S. 736–738 (online).
  - Spanische Übersetzung: Introducción crítica a la lingüística descriptiva y comparada. Versión española de José L. Melena. Editorial Gredos, Madrid 1975.
  - Italienische Übersetzung: Linguistica descrittiva e comparativa. Einaudi, Torino 1979.
- A New Guide to the Palace of Knossos. Faber and Faber, London 1969, ISBN 0-571-08727-2.
- mit John Chadwick (Hrsg.): Proceedings of the Cambridge Colloquium on Mycenaean Studies. Cambridge University Press, Cambridge 1966, (Auszüge online).
- mit John Boardman: On the Knossos tablets. Oxford University Press, Oxford 1963. Darin: L. R. Palmer, The find-places of the Knossos tablets. John Boardman, The dates of the Knossos tablets. – Rez. von: M. S. F. Hood, in: Gnomon 37, 1965, S. 321–325 (online).
- The Interpretation of Mycenaean Greek Texts. Oxford University Press, Oxford 1963 (Oxford University Press academic monograph reprints), ISBN 0198131445. – Rez. von: John Chadwick, in: Gnomon 36, 1964, S. 321–327 (online).
- The language of Homer. In: A Companion to Homer. Edited by Alan J. B. Wace and Frank H. Stubbings. MacMillan and Company, London and Toronto 1962, S. 75–178.
- Mycenaeans and Minoans. Aegean prehistory in the light of the Linear B tablets. Faber and Faber, London 1961; Alfred A. Knopf, New York 1962; second revised ed., London 1965. – Rez. von: D. H. F. Gray, in: Classical Review (New Series) 13, 1963, S. 87–91; Sara A. Immerwahr, in: American Journal of Philology 84, 1963, S. 304–308 (online); Paul Wathelet, in: Revue belge de philologie et d'histoire 43, 1965, 595–598, (online).
  - Italienische Übersetzung: Minoici e Micenei. L’antica civiltà egea dopo la decifrazione della Lineare B. Einaudi, Torino 1969.
- The Latin Language. University of Oklahoma Press 1954, ISBN 0-8061-2136-X (online).
  - Deutsche Übersetzung: Die lateinische Sprache. Helmut Buske, Hamburg 1990, 2. Aufl. 2000.
  - Italienische Übersetzung: La lingua latina. Giulio Einaudi Editore, Torino 1977, zuletzt 2002 (= Piccola Biblioteca Einaudi NS).
  - Spanische Übersetzung: Introducción al latín. Planeta, Barcelona 1974, 2. Aufl. Ariel, Barcelona 1984.
- A grammar of the post-Ptolemaic papyri. Vol. 1: Accidence and Word-formation, Part 1: The Suffixes. Geoffrey Cumberlege, London 1945; Oxford University Press, Oxford 1946 und öfter (= Publications of the Philological Society, 13). – (15 Auflagen zwischen 1945 und 1948). – Rez. von: Henry M. Hoenigswald, in: Language 24, 1948, 205–212 (online).
- Introduction to modern linguistics. MacMillan, London 1936.